# Typ XXXII
Die Typ XXXII war ein Entwurf eines Kleinst-U-Bootes der deutschen Kriegsmarine während des Zweiten Weltkrieges. Dieser U-Boottyp war für die Verwendung durch die Kleinkampfverbände der Kriegsmarine im Ärmelkanal vorgesehen und gelangte nicht zum Serienbau.

## Entwicklungsgeschichte
Die gemeldeten Erfolge der japanischen Kleinst-U-Boote beim Angriff auf Pearl Harbor hatten beim Hauptamt für Kriegsschiffbau (K-Amt) Anfang 1942 zur Erarbeitung eines Projekts zum Bau vergleichbarer kleiner U-Boote für die Kriegsmarine geführt, dem Klein-U-Bootprojekt „K“. Die Form des mit drei Torpedos bewaffneten Modells, das nicht über das Projektstadium hinauskam, erinnerte selbst an einen Torpedo. Unter dem Eindruck der Beschädigung der Tirpitz durch Haftminen, die von britischen X-Crafts im Rahmen der Operation Source unterhalb der Wasserlinie am Rumpf des Schlachtschiffes angebracht worden waren, nahm das K-Amt im Herbst 1943 die Überlegungen zur Konzeption eines deutschen Klein-U-Bootes wieder auf. Der erste Entwurf, der zur Baureife gelangte, war der Typ XXVII A, genannt Hecht. Da die Seekriegsleitung beabsichtigte, Klein-U-Boote nicht nur zu solchen Minenunternehmungen, sondern ebenfalls in Küstennähe zum Kampf gegen fahrende Schiffe einzusetzen, sollte der Hecht, zusätzlich zu Haftminen, auch mit Torpedos ausgerüstet werden können. Das Modell gelangte nicht in die Serienfertigung, stattdessen wurde das Folgemodell XXVII B 5, der sogenannte Seehund, der kaum noch Ähnlichkeit mit dem Hecht hatte, produziert und durch die Kleinkampfverbände eingesetzt. Die Entwicklung der U-Boot-Klasse XXXII erfolgte im Herbst 1944 und baute auf dem Modell Hecht auf.

## Konzeption
Im Gegensatz zum Vorgänger Hecht war der Typ XXXII für den Einsatz von Torpedos konzipiert worden. Während es sich beim Seehund um ein Tauchboot handelte, das hauptsächlich über Wasser operierte, sollte der Typ XXXII im Wesentlichen unter Wasser eingesetzt werden. Hierfür sollten diese U-Boote auch bei gegenläufigem Strom auf Grund gelegt werden können, was dem Seehund nicht möglich war, da er seine Torpedos unterm Bootskörper trug. Die Torpedos des Typ XXXII waren neben dem Turm angebracht, was eine Beladung im Wasser möglich machte. Ein weiterer Unterschied zum Seehund war der höhere Turm und ein dementsprechend längeres Sehrohr, das bei größerer Tauchtiefe eingesetzt werden konnte. Der Turm war groß genug, dass der Kommandant darin beim Sehrohreinsatz stehen konnte.

## Technische Daten
Diese U-Bootklasse wurde bei Überwasserfahrt von einem dieselbetriebenen Viertaktmotor angetrieben, der bei einer Geschwindigkeit von 21 kn eine Reichweite von 80 sm gewährleistete. Für den Antrieb unter Wasser waren die 25 PS starken Elektromotoren vorgesehen, die auch beim Seehund verwendet wurden. Der Typ XXXII war mit zwei Torpedos bewaffnet.
Da das Oberkommando der Marine Anfang 1945 die Stilllegung aller Projekte anordnete, die noch nicht in Serienfertigung standen, wurde, neben einigen weiteren ähnlichen Projekten – Seeteufel, Biber II und Biber III – auch der Kleinst-U-Boottyp XXXII nicht mehr produziert.